# Dilar septentrionalis
Dilar septentrionalis är en insektsart som beskrevs av Navás 1912. Dilar septentrionalis ingår i släktet Dilar och familjen Dilaridae. Inga underarter finns listade i Catalogue of Life.